# Mary Ritter Beard

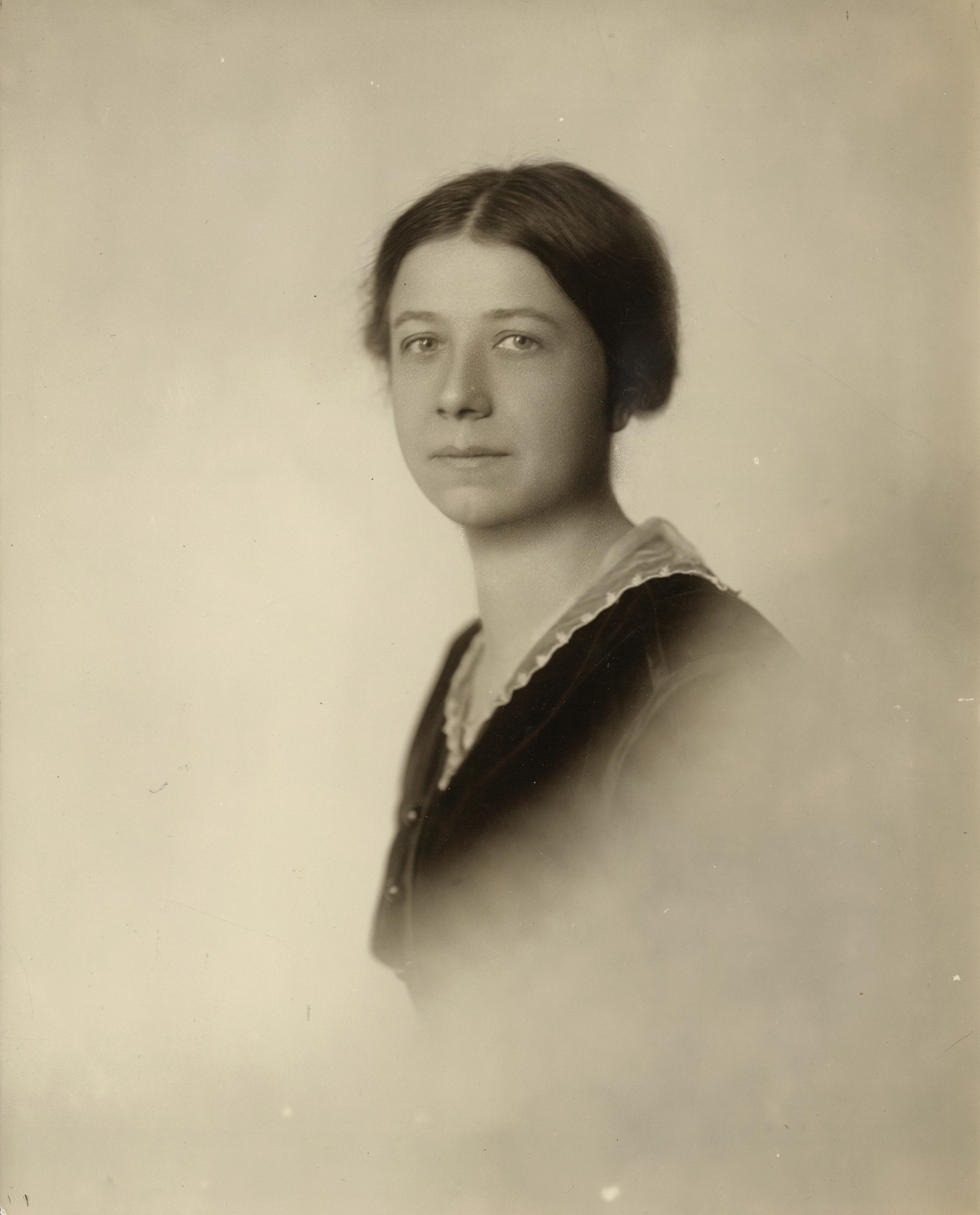
Mary Ritter Beard 1914

Mary Ritter Beard (geboren 5. August 1876 in Indianapolis, Indiana, USA als Mary Ritter; gestorben 14. August 1958 in Phoenix, Arizona, USA) war eine amerikanische Historikerin, Autorin, Frauenrechtlerin und Archivarin für Frauengeschichte, die sich zeitlebens für soziale Gerechtigkeit einsetzte. Als Reformerin der Progressiven Ära (1896–1916) war Beard sowohl in der Arbeiter- als auch in der Frauenrechtsbewegung aktiv.
Sie gilt als die einflussreichste Vorläuferin der Frauengeschichtsforschung. Sie verfasste mehrere Bücher über die Rolle der Frau in der Geschichte, darunter On Understanding Women (1931) und ihr Hauptwerk Woman as Force in History: A Study in Traditions and Realities (1946). Darüber hinaus arbeitete sie mit ihrem Mann, dem Historiker Charles Austin Beard, als Koautorin von sieben Lehrbüchern zusammen, die das Denken von Amerikanern über mehrere Generationen prägten.

## Leben

### Jugend und Studium
Die Eltern von Mary Ritter waren Narcissa Ritter geb. Lockwood und der Rechtsanwalt Eli Foster Ritter. Die gläubigen Methodisten hatten 1866 geheiratet. Mary Ritter war das vierte Kind der Familie und die älteste Tochter. 1893 beendete sie ihre Schulzeit an der Shortridge High School als Jahrgangsbeste und hielt die Abschiedsrede. Mit ungefähr 16 Jahren schrieb sie sich noch im selben Jahr an der DePauw University in Greencastle ein, an der schon ihr Vater und ihre Geschwister studiert hatten. Sie wurde Mitglied der Kappa Alpha Theta-Sorority und Präsidentin ihres Jahrgangs.
Ritter erklärte später, von zwei Sorority-Angehörigen in DePauw beeinflusst worden zu sein, die sich nicht auf konventionelle Kurse und Aktivitäten für Frauen beschränken ließen. Während des Studiums lernte Ritter Charles Austin Beard kennen, der seit 1895 ebenfalls in DePauw studierte, und verlobte sich mit ihm. Sie schloss DePauw 1897 mit einem Bachelor of Philosophy (PhB) ab. Im Anschluss arbeitete sie als Deutschlehrerin an der High School in Greencastle. Ihr Verlobter ging 1898 für ein Jahr nach England, um in Oxford zu studieren. Er unterstützte den Aufbau der Ruskin Hall (heutiges Ruskin College), wo Abend- und Fernkurse für Arbeiter angeboten wurden.

### Aufenthalt in Europa 1900 bis 1902
Ende 1899 kehrte Charles Beard für kurze Zeit in die Heimat zurück. Mary Ritter und er heirateten im März 1900 und zogen gemeinsam nach England, wo sie zunächst in Oxford, dann in Manchester lebten. Charles Beard setzte sein Studium fort und arbeitete als Direktor der Erweiterung von Ruskin Hall in Manchester. Mary Beard studierte Geschichte und veröffentlichte im Journal von Ruskin Hall erstmals ein Essay. 1901 wurde ihre Tochter Miriam geboren.
Mary Beard war in komfortablen Verhältnissen aufgewachsen. Nun lernte sie die Notlage der Arbeiterklasse in der britischen Industriegesellschaft kennen. Emmeline Pankhurst, eine enge Nachbarin in Manchester, die bald für ihren Einsatz für das Wahlrecht berühmt wurde, beeinflusste sie besonders. Sie interessierte Beard für das Leben und die Probleme von Lohnarbeiterinnen und für das Frauenwahlrecht als Kraft der Veränderung. In dieser Zeit las Beard Charlotte Perkins Gilmans Women and Economics (1898), die überzeugende Anklage gegen die viktorianischen Geschlechterrollen.

### Engagement für die Frauenwahlrechtsbewegung bis Ende des Ersten Weltkriegs
1902 kehrten die Beards in die USA zurück und ließen sich in New York nieder. Beide schrieben sich als Promotionsstudierende an der School of Political Science der Columbia University ein. Doktorandinnen waren zu der Zeit zwar nicht ungewöhnlich, Doktorandinnen mit einem einjährigen Kind schon. Charles Beard schloss 1904 das Promotionsstudium erfolgreich mit dem PhD ab und lehrte anschließend bis 1917 an dieser Universität, zunächst als lecturer, ab 1915 als Professor für Politik. Mary Ritter Beard dagegen hatte 1904 ihr Soziologiestudium abgebrochen.
1907 bekamen die Beards ein weiteres Kind, den Sohn William. Im selben Jahr kauften sie ein Haus mit 16 Zimmern in New Milford, Connecticut, das sie zunächst als Sommerhaus nutzten. Es gibt nur wenige Daten zu Mary Beards Aktivitäten in diesen Jahren, doch die Spuren weisen darauf hin, dass sie sich – teils gemeinsam mit ihrem Mann – für Themen der Arbeiter- und Frauenbewegung engagierte. In den Jahren von 1907 bis 1913 war sie in mehreren Frauenorganisationen aktiv, darunter der Women’s Trade Union League von New York, der Equality League for Self-Supporting Women (eine von Harriot Stanton Blatch gegründeten Wahlrechtsgruppe) und der American Socialist Society, die sich für die Bildung von Arbeitern einsetzte. In den Jahren 1910 und 1911 war sie Herausgeberin der Zeitschrift The Woman Voter, die von der Woman Suffrage Party of New York State unter der Leitung von Carrie Chapman Catt herausgegeben wurde.
1913 starben Beards Eltern. Im selben Jahr brach Beard völlig mit Catt, als diese die nun international umstrittene Emmeline Pankhurst nicht unterstützte. Im selben Jahr rekrutierten Alice Paul und Lucy Burns Beard für den inneren Kreis der Congressional Union. Das war eine neue militante Wahlrechtsgruppe (später National Woman’s Party), die sich ausschließlich darauf konzentrierte, das Wahlrecht durch Verfassungsänderungen und politische Methoden zu erreichen. Die schon länger etablierte National American Woman Suffrage Association beschränkte sich dagegen auf staats- und bildungspolitischen Mittel. Beard wurde zu einer der Hauptakteurinnen in der neuen Organisation und baute ein starkes Netzwerk auf. 1917 führte sie eine New Yorker Delegation der Union an, die gegen die Inhaftierung von Streikposten für das Frauenwahlrecht protestierte. Im November dieses Jahres gab sie aber aus unbekannten Gründen ihre Position im Beirat der Union auf.
Parallel dazu regte Mary Beard ihren Mann an, gemeinsam ein Highschool-Lehrbuch zu schreiben. In den Highschool-Klassen dieser Zeit stellten die Schülerinnen zunehmend die Mehrheit. Mary Beard schlug vor, ein Gemeinschaftskunde-Lehrbuch zu schreiben, in dem die Beiträge von Frauen zur amerikanischen Demokratie hervorgehoben wurden. 1914 kam American Citizenship heraus. Es war der Beginn einer jahrzehntelangen Kooperation, die zur Veröffentlichung von sieben gemeinsamen, äußerst erfolgreichen Werken führte. Doch Mary Beard schrieb auch an einem eigenen Buch, das im folgenden Jahr erschien (Woman’s Work in Municipalities), in dem sie die sozialen Reformbemühungen von Frauen als politische Aktivitäten herausstellte und Frauen aufforderte, Führungspositionen auf kommunaler Ebene zu übernehmen.
Nachdem die New Yorker Frauen 1917 durch ein staatliches Referendum das Wahlrecht erhalten hatten, zog sich Mary Beard aus der Wahlrechtsbewegung zurück. Von nun an legte sie den Schwerpunkt auf Forschung und Analyse und schrieb an einem zweiten Buch, A Short History of the American Labor Movement, das schließlich 1920 erschien und Teil der Worker’s Bookshelf-Reihe der Workers' Education Bureau war, das sie und ihr Mann mitgegründet hatten. Im Oktober 1917 legte Charles Beard im Streit mit der Universitätsleitung wegen der Beschränkung der Lehrfreiheit seine Professur nieder, setzte aber seine Karriere als Schriftsteller und Historiker ohne Anbindung an eine Institution fort.
Als die National Woman’s Party später die Equal Rights Amendment (Verfassungszusatz für gleiche Rechte der Frau) forcierte, brach Mary Beard endgültig mit der Wahlrechtsbewegung. Sie teilte die Ansicht von vielen für die Arbeiterbewegung Aktiven, dass dies zum Nachteil gerade für Arbeiterinnen wäre.

### Nach dem Ersten Weltkrieg bis Ende der 1940er Jahre: Tätigkeit als Historikerin
Nach Ende des Ersten Weltkriegs lebte die Familie ganzjährig in ihrem Haus in New Milford, dessen Bibliothek mehr als 7000 Bücher umfasste. Das Paar machte 1922 bis 1923 zwei Reisen nach Japan und China und besuchte 1927 Jugoslawien. In den 1930er Jahren verbrachten die Beards die Wintermonate in Hotels in Washington D.C., um in der Library of Congress zu recherchieren, und versuchten gleichzeitig, Einfluss auf die Politik zu nehmen. 1935 führte die New York Sun Mary Beard als eine von mehreren führenden Feministinnen an, die als Präsidentin der USA denkbar wären. Wegen Charles Beards zunehmender Schwerhörigkeit war er auf die Unterstützung seiner Frau angewiesen, wie zum Beispiel bei Anhörungen vor dem Kongress. 1939 wurde Mary Beard rückwirkend in die akademische Ehrengesellschaft Phi Beta Kappa aufgenommen. Normalerweise erfolgt eine solche Aufnahme zum Studienende, doch 1897, als Beard an der DePauw University ihren Abschluss machte, wurden nur Männer auf diese Weise ausgezeichnet. Um 1940 sprach sich Charles Beard gegen den Eintritt der USA in den Zweiten Weltkrieg aus, wofür er – wie auch Mary Beard – angegriffen wurde.

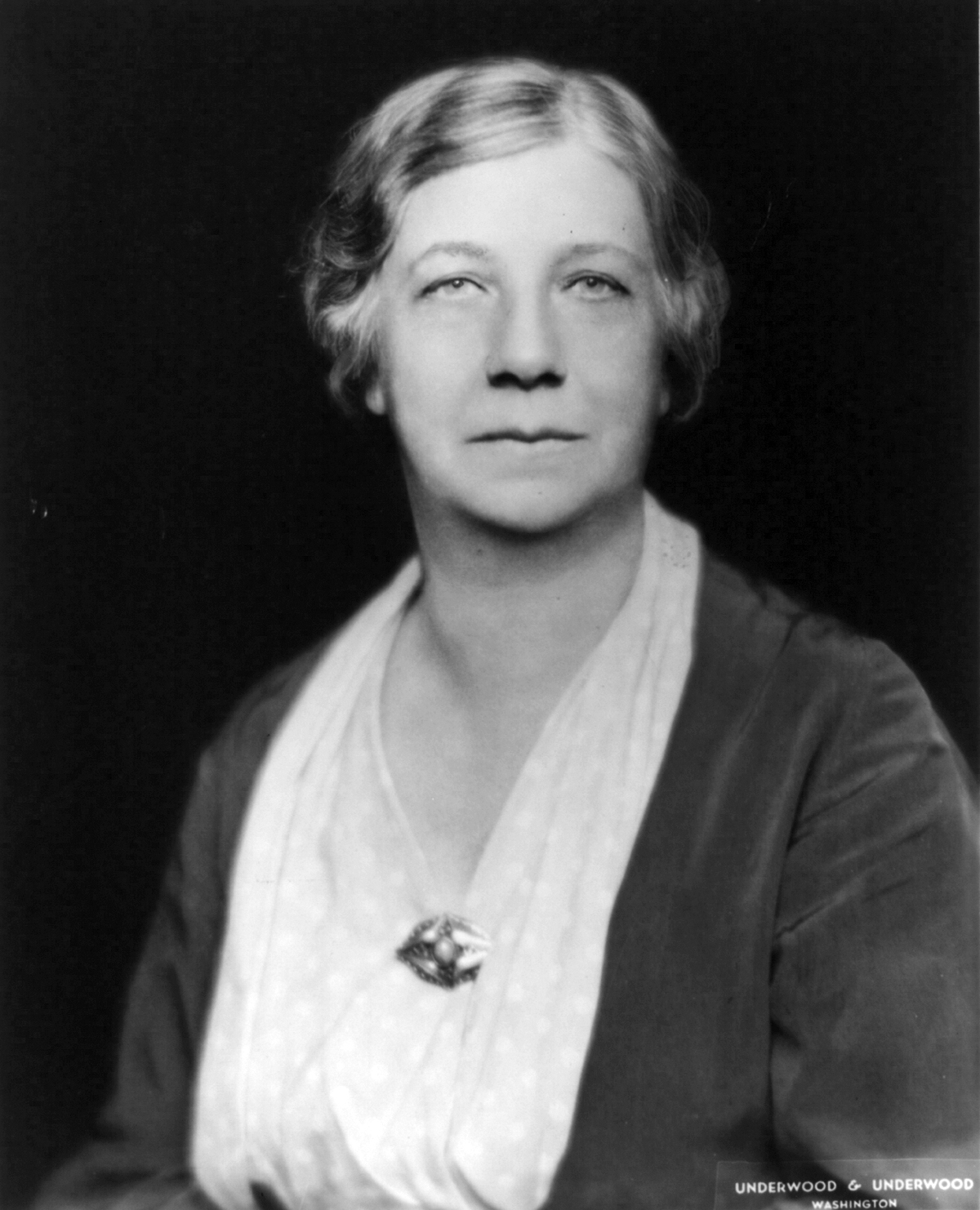
Mary Ritter Beard in späteren Jahren

#### Gemeinsame Veröffentlichungen mit Charles A. Beard
Mary und Charles Beard veröffentlichten nach dem Ersten Weltkrieg gemeinsam sechs Bücher, beginnend mit dem zweibändigen Werk The Rise of American Civilization 1927. Diese umfassend angelegte Geschichte der USA unterschied sich grundsätzlich von anderen historischen Darstellungen, die vor den 1970er Jahren geschrieben wurden: Die Beards hoben die natürlichen und industriellen Ressourcen der Nation hervor, bezogen Literatur und Kunst mit ein und berücksichtigten die historischen Beiträge und die Situation von Frauen. Es wird angenommen, dass Mary Beard diese weitreichende Auffassung von „Zivilisation“ einbrachte, die The Rise so sehr von den Arbeiten vorangegangener Historiker unterschied. The Rise zog eine sehr breite Leserschaft an, auch außerhalb akademischer Kreise. Es hat, wie die Historikerin Ann J. Lane feststellte, das „Denken von Generationen von Amerikanern“ geprägt. Ein Historiker beschrieb The Rise als „Bibel für Tausende von uns in den 1930er Jahren“. Es folgten die Fortsetzungen America in Midpassage (1939, zwei Bände) und The American Spirit. A Study of the Idea of Civilization in the United States (1942). Letzteres trug vor allem Mary Beards Handschrift. Darüber hinaus schrieb das Paar gemeinsam zwei Lehrbücher zur US-Geschichte und als letztes gemeinsames Projekt das preiswerte Taschenbuch A Basic History of the United States (1944), das sich über 600.000 Mal verkaufte. Die Sozialwissenschaftlerin und Historikerin Margaret Crocco hob hervor, dass der spürbare „Überschwang“ dieser „gigantischen“ Werke die Freude an der gemeinsamen Arbeit sowie das Gefühl der intellektuellen Erregung widerspiegele, die das Ehepaar bei der Arbeit empfand.

#### Veröffentlichungen zur Frauengeschichte in den 1930er Jahren
Mary Beard war der Ansicht, dass es notwendig sei, über das eng gefasste Politische hinauszugehen, um zu einer Geschichte der ganzen Menschheit zu gelangen, die auch Frauen einschlösse. Diese Überzeugung manifestierte sich 1931 in ihrem ersten Buch, On Understanding Women, das die Rolle der Frauen in der Geschichte der westlichen Zivilisation nachzeichnete. In den 1930er Jahren erreichte Beard den Höhepunkt ihrer Produktivität. In rascher Folge veröffentlichte sie America through Women’s Eyes (1933), eine Anthologie von Frauendokumenten der US-Geschichte, Laughing Their Way (1934), eine Sammlung von Frauenhumor, die sie zusammen mit Martha Bruere herausgab, einen Lehrplan mit Studienthemen und Fragen für die American Association of University Women mit dem Titel A Changing Political Economy as It Affects Women (1934) und eine Reihe von Artikeln über die Beziehung der Frauen zur Wirtschaftskrise.

#### Engagement für World Center for Women’s Archives (WCWA) 1935 bis 1940
1935 schlug die international aktive Pazifistin und Feministin Rosika Schwimmer Mary Beard vor, das World Center for Women’s Archives (WCWA) zu gründen. Das erste Organisationstreffen fand am 15. Oktober 1935 in New York statt. Schwimmers Motivation war, „die Fakten des Kampfes und der Errungenschaften der Frauen“ für den Frieden in der Welt zu bewahren. Beard fasste das Ziel jedoch weiter als nur eine Dokumentation der Rolle der Frauen in der Friedensbewegung. Ihrer Ansicht nach sollte das WCWA Material über die verschiedenen Aktivitäten von Frauen sammeln und sowohl als Archiv als auch als Bildungszentrum für das Studium von Frauen fungieren. Dazu schrieb sie einmal in einem Brief:

“Papers. Records. These we must have. Without documents; no history. Without history; no memory. Without memory; no greatness. Without greatness; no development among women.”

„Papiere. Aufzeichnungen. Diese müssen wir haben. Ohne Dokumente; keine Geschichte. Ohne Geschichte; keine Erinnerung. Ohne Erinnerung; keine Größe. Ohne Größe; keine Entwicklung bei den Frauen.“

Wegen der Erweiterung des Arbeitsbereichs zog sich Schwimmer 1936 aus dem Organisationskomitee zurück. Beard gewann viele Sponsorinnen und Unterstützerinnen wie Carrie Chapman Catt, Jane Addams, Harriet Eaton Stanton Blatch, Alice Paul, Georgia O’Keeffe, Eleanor Roosevelt, Frances Perkins, Fannie Hurst und Inez Haynes Irwin. Das Center wurde offiziell am 15. Dezember 1937 gestartet, doch die Finanzierung war nie ausreichend und in den nächsten Jahren entwickelten sich Konflikte um Rassenfragen. Beard trat 1940 frustriert zurück. Im selben Jahr wurde das WCWA geschlossen. Obwohl letztlich erfolglos, war das Projekt der Vorläufer der großen Sammlungen, die in den 1940er Jahren am Radcliffe Institute for Advanced Study der Harvard University (Arthur and Elizabeth Schlesinger Library zur Geschichte der Frau in Amerika) und am Smith College (Sophia Smith Collection) gegründet wurden. Bei diesen Initiativen war Mary Beard als Beraterin tätig und steuerte auch Dokumente bei, die im Rahmen der WCWA-Initiative gesammelt worden waren und die nach dessen Ende bei ihr zur Aufbewahrung verblieben waren.

#### Studie zur Analyse der Encyclopædia Britannica aus feministischer Sicht 1941–1942
1941 beauftragte der Chefredakteur der Encyclopædia Britannica, Walter Yust (1894–1960),  Mary Beard mit einer Analyse der Enzyklopädie aus feministischer Sicht. Sie stellte ein Team aus drei Wissenschaftlerinnen (Dora Edinger, Janet A. Selig und Marjorie White) zusammen und arbeitete selbst als unbezahlte Beraterin für das Projekt. 18 Monate später übergaben sie im November 1942 einen 42-seitigen Bericht zur Darstellung von Frauen in der Encyclopædia Britannica, in dem auch auf protestantische Voreingenommenheiten hingewiesen wurde. Obwohl Yust wiederholt Interesse gezeigt und zugesichert hatte, dass in künftigen Auflagen der Britannica die Vorschläge eingearbeitet würden, wurde von den Vorschlägen des Berichts nur wenig umgesetzt. Beard war von dem Ergebnis enttäuscht. In einem privaten Brief an eine Bekannte schrieb sie 1947, dass sie keine Frau mehr auffordern werde, für die Enzyklopädie zu schreiben.

#### Woman as Force in History1946
1946 veröffentlichte sie mit 70 Jahren ihr ehrgeizigstes und bekanntestes Werk, Woman as Force in History (1946). Darin stellte sie ihre komplexen und manchmal widersprüchlichen Standpunkte dar und kritisierte männliche Historiker scharf für deren Missachtung der weiblichen Vergangenheit. Beard griff in diesem Buch auch die Ansicht von Feministinnen an und argumentierte, dass Frauen neben Männern immer aktive Akteure in der Geschichte gewesen seien. Sie machte weiter geltend, dass die Sicht auf Frauen nur als Opfer eine Verzerrung ihres Einflusses auf das Weltgeschehen sei. Beard betonte auch, wie wichtig die soziale Klasse einer Frau für ihre Geschichte gewesen sei.

### Späte Jahre und Tod
Charles Beard starb 1948. Mary Beard schrieb weiter und blieb bis Ende siebzig aktiv. Ihre letzten Bücher waren The Force of Women in Japanese History (1953), veröffentlicht drei Jahrzehnte, nachdem sie und ihr Mann Japan besucht hatten, und The Making of Charles Beard (1955), eine Hommage an ihren verstorbenen Ehemann.
Nachdem Mary Beard im Alter von etwa achtzig Jahren krank geworden war, zog sie nach Scottsdale, Arizona, um in der Nähe ihres Sohnes William zu leben. Sie starb am 14. August 1958 im Alter von zweiundachtzig Jahren an Nierenversagen.

## Werk

### Veröffentlichungen zur amerikanischen Geschichte
Die History of the United States (1921) des Autorenpaars Beard unterschied sich von anderen Lehrbüchern durch seine Organisation – thematisch statt narrativ, aber ohne die chronologische Darstellung ganz aufzugeben –, ihre Betonung der „Ursachen und Folgen von Kriegen“ statt spezifischer militärischer Details sowie Materialien am Ende jedes Kapitels, mit denen die Fähigkeit zum kritischen Denken gefördert werden sollte. Die Beards lieferten Referenzquellen, Diskussionsfragen, Ideen zu Forschungsthemen und verwiesen auf thematisch passende Werke historischer Fiktion. Darüber hinaus stellten ihre Lehrbücher auch die neuere Geschichte vor (von 1890 bis 1920) und die Sicht der Beards auf die Rolle Amerikas in der Weltpolitik dar. Die History of the United States und seine Nachfolgebände enthielten außerdem Mary Beards Ansichten über die Beiträge von Frauen zur Zivilisation, Profile namhafter Frauen und unter anderem Themen wie die Arbeit und Bildung von Frauen, politischer Status und Einfluss von Frauen oder Frauenrechte.
The Rise of American Civilization (1927) integrierte die kulturelle, soziale, wirtschaftliche und politische Geschichte und erkannte die Auswirkungen von Frauen auf diese Aspekte der Zivilisation an. Das Lehrbuch führte zahlreiche Beispiele an, wie das Patriarchat die Möglichkeiten von Frauen in der amerikanischen Geschichte eingeschränkt hatte. Im Vorgriff auf ihr späteres Werk Woman as Force in History beschrieb Mary Beard hier bereits den Beitrag der Frauen zur Geschichte. Vermutlich beeinflusst von ihren Reisen nach Japan und China begann das Autorenpaar in diesem Buch des Weiteren, die Geschichte der Frauen in den USA im transnationalen Vergleich zu beschreiben und so die wechselnde und relative Natur des Status der Frauen zu jedem historischen Zeitpunkt aufzuzeigen. In America in Midpassage (1939), einer politischen und wirtschaftlichen Untersuchung der 1920er und 1930er Jahre, kritisierten die Beards die Außenpolitik von Franklin D. Roosevelt vor dem Zweiten Weltkrieg. Sie wiesen zudem die Vorstellung zurück, dass Frauen eher dem Pazifismus zuneigten und „von Natur aus“ eher den Krieg ablehnten als Männer. In The American Spirit von 1942 stellten die Beards dar, warum sie es vorzogen, die Geschichte der USA mit Bezug auf das Konzept „Zivilisation“ zu schreiben. Bei „Zivilisation“ gehe es um die Pflege öffentlicher Angelegenheiten. Diese Auffassung erlaube es, die von Frauen vorangebrachten Sozialreformen als politische Tätigkeiten darzustellen.
Die Rezensenten wie auch spätere Historiker ignorierten Mary Beards Autorenschaft der gemeinsamen Werke weitgehend. Der Historiker Howard K. Beale schrieb 1954 dazu: „Niemand kennt die Natur ihrer Zusammenarbeit ... Daher habe ich die gemeinsamen Arbeiten als die Charles Beards besprochen.“ Nach seinem Tod bezeichneten Historiker The Rise als sein größtes Werk und blendeten dabei den Anteil seiner Koautorin aus. Charles Beard selbst hatte versucht, dem entgegenzuwirken, indem er die Verleger aufforderte, das Gemeinsame ihrer Arbeit in der Werbung herauszustellen. Er wies an, keine Auszüge aus Besprechungen zu zitieren, die ihn als alleinigen Autor darstellten. Gegenüber den Verlegern von The Rise betonte er, dass der „Umfang des Buchs außerhalb der Politik auf Mrs. Beards Interessen und Arbeiten zurückzuführen sei“. Ohne sie hätte er diesen groß gefassten Plan weder erdacht noch umgesetzt. Erst spätere Historikerinnen wie Barbara Turoff, Ann J. Lane, Nancy Cott und Ellen Nore haben das Schreiben dieser Bücher als wahre Partnerschaft analysiert und dargestellt.

### Kritik an Encyclopædia Britannica
Die Historikerin Ann J. Lane hat Auszüge des 42-seitigen Berichts A Study of the Encyclopædia Britannica in Relation to its Treatment of Women (Eine Studie der Encyclopædia Britannica in Bezug auf die Darstellung von Frauen) von 1942 in einer Quellenedition von Mary Beards Schriften veröffentlicht. Der Bericht besteht aus drei Teilen. Im ersten und kürzesten Teil werden zufriedenstellende Artikel aufgeführt, während der zweite Teil, der 28 Seiten umfasst, die nicht zufriedenstellenden Artikel analysiert. Im dritten Teil werden neue, zusätzliche Artikel vorgeschlagen und grundsätzlich zu überarbeitende Artikel benannt. Wohl weil der Bericht nicht zur Veröffentlichung gedacht war, ist er in einem ironischen, ungewöhnlich harten und losen Stil gehalten, der eher Beards Stil in Korrespondenzen entspricht als dem in ihren veröffentlichten Texten. Die Wissenschaftlerinnen kritisierten in ihrer Studie das Ausblenden der Beiträge oder der Anwesenheit von Frauen bei der Darstellung der verschiedenen Lemmata wie auch das Weglassen von Artikeln für soziale oder alltägliche oder „weiblich“ konnotierte Themen.
Ein Beispiel für die Kritik des zweiten Teils ist der Hinweis, dass Abtreibung mehr als eine moralische Frage sei. Das Thema sollte auch aus bevölkerungspolitischen, politischen, gesundheitlichen, medizinischen und sozialen Blickwinkeln behandelt werden. Sarkastisch wiesen die Wissenschaftlerinnen darauf hin, dass es im Artikel „American Frontier“ (im Deutschen „Wilder Westen“) keinen einzigen Hinweis darauf gebe, dass es dort auch Frauen gegeben habe. Der Artikel basiere auf einer einseitigen und qualitativ unzureichenden Literaturauswahl. Auch bei den Artikeln „Cookery“ („Kochen“) und „Song“ („Lied“) wird Sarkasmus bei der Kritik an der frauenlosen Darstellung bemüht („A reader would scarcely suppose from this article that woman was ever in a kitchen!“, deutsch „Ein Leser würde aus diesem Artikel kaum vermuten, dass Frau jemals in einer Küche war!“; „No woman sang in Europe, it appears from this review.“, deutsch „Keine Frau hat in Europa gesungen, das geht aus dieser Rezension hervor.“). Beim Artikel „King“ („König“) bemängelte das Team um Beard, dass er einerseits völlig auf Großbritannien ausgerichtet sei, andererseits englische Königinnen nicht behandelt würden. Im dritten Teil schlugen sie unter anderem Artikel zum Baden, Brotmachen, Färben, Frauen im Krankenhauswesen, Hull House (schließlich wäre Toynbee Hull auch mit einem Artikel bedacht), Hunger, Nonnen, Salons, Wäsche waschen vor.

## Rezeption und Wirkungsgeschichte
Mary Beard wird zugeschrieben, die einflussreichste Vorläuferin der Frauengeschichtsforschung gewesen zu sein. Ab den 1930er Jahren war sie „die bekannteste Autorität und Verfechterin der Frauengeschichte in den Vereinigten Staaten“. Ihre historischen Veröffentlichungen und ihre lebenslangen Aktivitäten für das Frauenwahlrecht, Arbeitsfragen und die Einrichtung von Frauenarchiven haben dazu beigetragen, die Beiträge von Frauen zur Geschichte sichtbar zu machen und zu beleuchten, die Frauen im Laufe der Geschichte geleistet haben. Die Pionierin der Frauengeschichte, Gerda Lerner, beschrieb 1979 ihre eigenen Forschungen zur Frauengeschichte als Fortsetzung der Arbeit, die Beard begonnen hatte. Für die Historikerin Margaret Crocco war Mary Beard noch 1997 mit ihrer Perspektive auf die Frauengeschichte, insbesondere ihre Sicht, dass Frauen (auch)? Akteurinnen in der Geschichte gewesen seien, noch immer an der Spitze dieser wissenschaftlichen Disziplin.
Mary Beard und ihr Mann Charles Beard, deren pazifistische Haltung im letzten Jahrzehnt ihres Lebens umstritten gewesen war, zerstörten fast ihre gesamte persönliche Korrespondenz und von ihnen als vertraulich betrachteten Dokumente. 1988 veröffentlichte die Historikerin Ann J. Lane eine Quellenedition mit Auszügen aus Mary Beards veröffentlichten und unveröffentlichten Werken zusammen mit einer biographischen Einleitung. Ursprünglich hatte Lane eine volle Biographie Mary Beards schreiben wollen, doch das Ehepaar Beard hatte das durch die Vernichtung ihrer Dokumente verhindert. Einige ihrer Briefe blieben in Nachlässen ihrer Korrespondentinnen und Korrespondenten erhalten. Der Historikerin Nancy Cott gelang es im Rahmen einer systematischen Archivsuche, mehrere hundert der Briefe zu finden, die Mary Beard in der Zeit zwischen 1910 und 1950 geschrieben hatte. Eine Auswahl daraus veröffentlichte sie 1991 in Absprache mit den Enkelkindern der Beards.
Der interdisziplinäre Ansatz, den das Autorenpaar Beard in ihren Lehrbüchern verwendeten, förderte die Entwicklung entsprechender akademischer Programme in den 1930er und 1940er Jahren an amerikanischen Colleges und Universitäten wie der Yale University, der Brown University, der University of Minnesota und der University of Pennsylvania. Eines der indirekten Vermächtnisse von Mary Beard war die Entwicklung von Kursen zur Frauengeschichte, die an amerikanischen Hochschulen zum Standardangebot wurden. Ihre Arbeit A Changing Political Economy as It Affects American Women von 1934 ist ein frühes Beispiel für einen Lehrplan für Frauengeschichtskurse.

## Schriften (Auswahl)
- American Citizenship (1914, mit Charles A. Beard)
- Woman’s Work in Municipalities (1915)
- A Short History of the American Labor Movement (1920) (online)
- History of the United States (1921, mit Charles Beard)
- The Rise of American Civilization (1927, mit Charles Beard)
- The American Labor Movement. A Short History (1931)
- On Understanding Women. 1931. Ausgabe 1977
- America Through Women’s Eyes (Herausgeberin, 1933)
- Laughing Their Way: Women’s Humor in America (1934, Herausgeberin mit Martha Bensley Bruiere)
- The Making of American Civilization (1937, mit Charles Beard)
- America in Midpassage (1939, mit Charles Beard)
- The American Spirit. A Study of the Idea of Civilization in the United States (1942, mit Charles Beard)
- The American Spirit: A Study of the Idea of Civilization in the United States (1942, mit Charles Beard)
- Basic History of the United States (1944, mit Charles Beard), deutsch Geschichte der Vereinigten Staaten von Amerika (1948)
- Woman as Force in History. A Study in Traditions and Realities (1946), deutsch Die Frau als Macht in der Geschichte: Überlieferung und Wirklichkeit (1951)
- The Force of Women in Japanese History (1953).
- The Making of Charles Beard. 1955.